# Beni Mellikeche
Beni-Mellikeche là một đô thị thuộc tỉnh Béjaïa, Algérie. Dân số thời điểm năm 2002 là 9.643 người.